# Kroktjärnet (Örs socken, Dalsland)
Kroktjärnet är en sjö i Melleruds kommun i Dalsland och ingår i Göta älvs huvudavrinningsområde.